# الکسی کوروواشکوف
الکسی کوروواشکوف (روسی: Алексей Игоревич Коровашков؛ زادهٔ ۱ april ۱۹۹۲ (۳۲ سال)) ورزشکار اهل روسیه است.
وی در مسابقات کشوری و بین‌المللی در مجموع برندهٔ ۱۳ مدال طلا، ۴ مدال نقره، ۱ مدال برنز شده‌است.